# Volkswagen Arteon

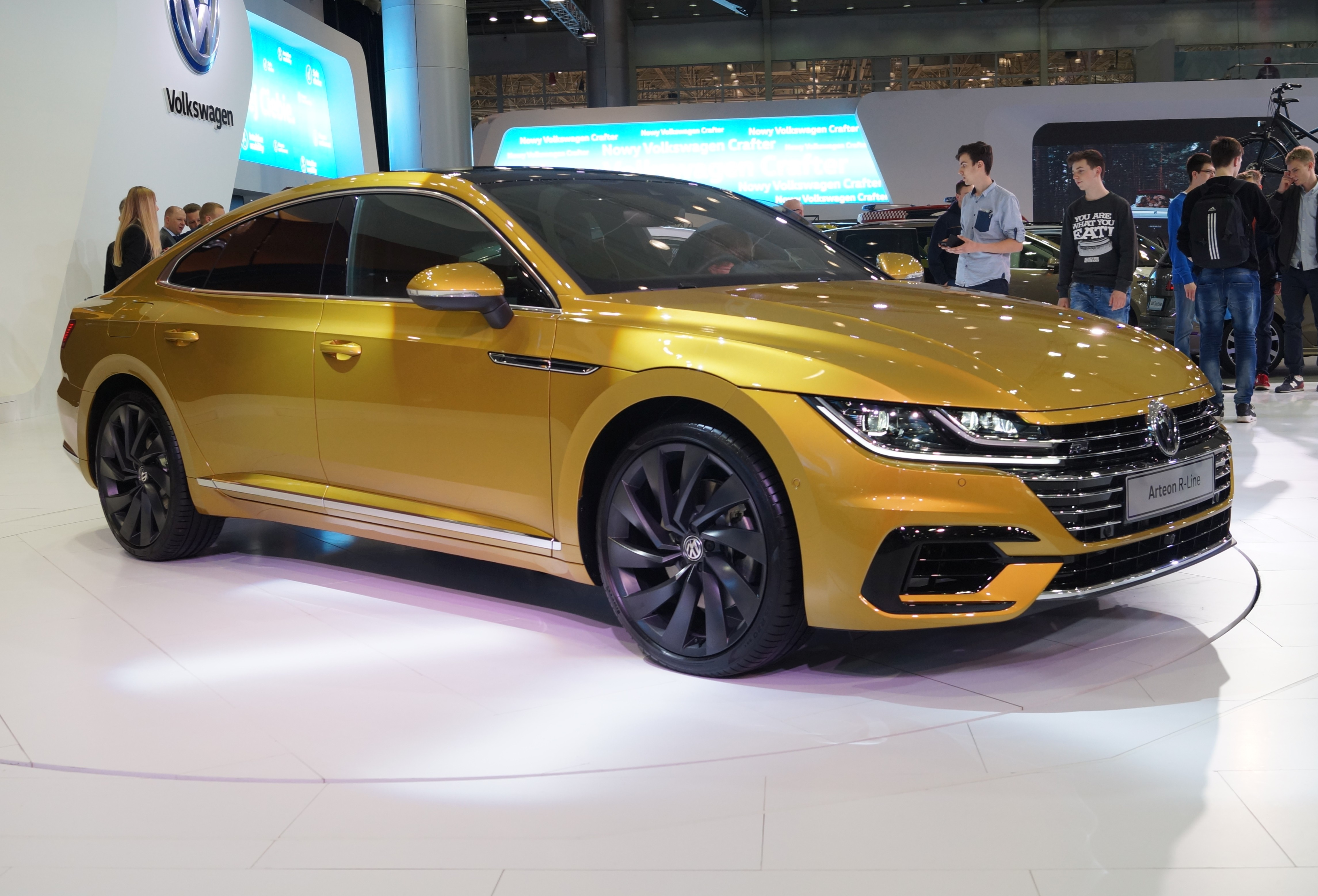

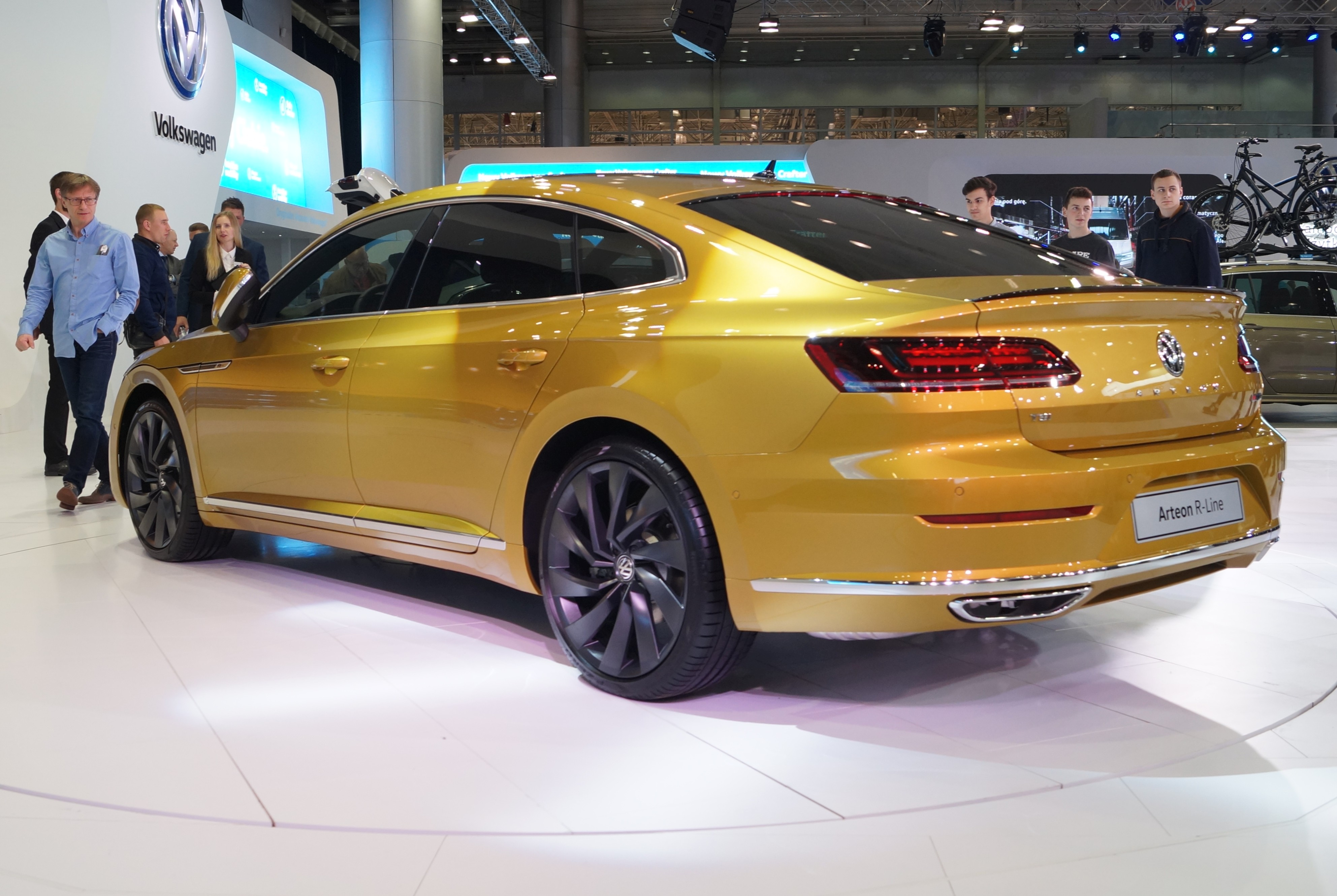

Volkswagen Arteon je v současnosti největší rodinný vůz automobilky Volkswagen, který spadá do kategorie vyšší střední třídy. Model byl poprvé představen na ženevském autosalonu 2017 a jeho výrobu zahájil závod v Emdenu v létě 2017.